# Som (Burkina Faso)
Pour les articles homonymes, voir Som.
Som est une commune située dans le département de Djibo, dans la province du Soum, région du Sahel, au Burkina Faso.